# Spaced
«Spaced» — британский ситком, сценарий которого написан Саймоном Пеггом и Джессикой Стивенсон, исполнителями главных ролей в сериале. Режиссёром выступил Эдгар Райт. Одной из примечательностей сериала является постоянное вкрапления упоминаний явлений популярной культуры и сюрреалистические отступления. С 1999 по 2001 год было показано два сезона по 7 серий на британском телеканале «Channel 4». «Долбанутые» также показывался с 2002 года по ТВ в США, а первые два сезона были изданы на DVD.
Оригинальное название «Spaced» содержит в себе игру слов, намекая одновременно на жилплощадь и на космос. Разные переводы сериала на русский (все неофициальные) по-разному переводили и его название, кто более, кто менее точно передавая смысл: «Долбанутые», «Разделяя пространство», «Квартиранты».

## Сюжет
Тим Бисли (англ. Tim Bisley, Саймон Пегг) и Дэйзи Стайнер (англ. Daisy Steiner, Джессика Стивенсон) — два жителя Лондона в возрасте 25—30 лет, случайно встречаются в тот момент, когда они оба ищут квартиру. В большинстве объявлений по аренде жилья присутствует условие «couples only», то есть жильцы должны быть «парой», что для обоих существенно усложняет дело. Несмотря на то, что Тим и Дэйзи почти не знают друг друга, они выдают себя за молодых влюблённых, чтобы получить недорогую квартиру по адресу 23 Meteor Street, и произвести хорошее впечатление на владелицу дома по имени Марша Клейн (англ. Marsha Klein, Джулия Дикин) — и это им удаётся. Кроме самой Марши и новых жильцов — Тима с Дэйзи — в её доме ещё живёт Брайан Топп (англ. Brian Topp, Марк Хип) — эксцентричный деятель концептуального искусства. Среди посетителей квартиры Тима и Дэйзи — Майк Уотт (англ. Mike Watt, Ник Фрост), лучший друг Тима, и Твист Морган (англ. Twist Morgan, Кэти Кармайкл), лучшая подруга Дэйзи. Основой сериала являются яркие и сюрреалистические происшествия с Тимом и Дэйзи, их жизненные проблемы и планы, романтические отношения, совместное времяпрепровождение с друзьями и поиски новых способов убить время.

## В ролях
| Актёр              | Роль               |
| ------------------ | ------------------ |
| Саймон Пегг        | Тим Бисли          |
| Джессика Стивенсон | Дэйзи Стайнер      |
| Джулия Дикин       | Марша Клейн        |
| Марк Хип           | Брайан Топп        |
| Ник Фрост          | Майк Уотт          |
| Кэти Кармайкл      | Твист Морган       |
| Аида               | Колин собака Дэйзи |
| Билл Бэйли         | Бильбо Бэгшот      |
| Питер Серафинович  | Дуэйн Бэнзи        |
| Майкл Смайли       | Тайерс О’Флаэрти   |

## После второго сезона
Фанаты «Spaced» требуют третьего сезона, и создатели сериала не исключают такой возможности, однако Саймон Пегг в своем твиттере опубликовал заявление, что они стали бы снимать продолжение сериала, только если смогли бы собрать весь актёрский состав снова вместе, но Аиды (Колин, собака Дейзи) больше нет с нами.
Создатели сериала Саймон Пегг и Эдгар Райт сделали три фильма с Пеггом (Тим из Spaced) и Ником Фростом (Майк из Spaced) в главных ролях, срежиссировал которые Эдгар Райт: «Зомби по имени Шон» (2004, англ. Shaun of the Dead, практически все остальные главные актёры из Spaced снялись в эпизодических ролях), «Типа крутые легавые» (2007, англ. Hot Fuzz) и «Армагеддец» (2013, англ. The World's End). В характере и личностных чертах ролей Пегга и Фроста прослеживаются параллели с их ролями в «Spaced», и многие фанаты считают эти фильмы проектами, «отпочковавшимися» от телесериала.

## Награды и номинации
Первый сезон был номинирован на премию «Лучший ситком на ТВ» («Best TV Sitcom») в «British Comedy Awards 1999», второй номинировался в «British Academy Television Awards» и на международную премию Эмми в 2002 году.

## Факты
- Сценарий написали исполнители главных ролей — Саймон Пегг и Джессика Стивенсон[4].
- Персонаж Саймона Пегга Тим Бизли назван в честь реального художника и автора комиксов Саймона Бизли.
- Группа «Третья нога Бога», для которой Тим в сериале нарисовал обложку пластинки, существовала на самом деле. В ней Саймон Пегг был барабанщиком[5].
- Внешний вид и художественный стиль персонажа Вульвы из третьей серии первого сезона навеян творчеством британского художника Ли Бовери[6].
- Практически целый эпизод Spaced — «Mettle» — пародирует фильм «Пролетая над гнездом кукушки»[7].

## Саундтрек
В саундтрек, вышедший на CD в 2001 году, вошли, в основном, электронные композиции таких исполнителей как Coldcut, Fuzz Townshend (Pop Will Eat Itself), Nightmares on Wax и других, ремиксы от The Chemical Brothers и Kid Loco.
1. «Warm Up Music» (0:08)
2. «Theme Of Luxury» — Fantastic Plastic Machine (1:05)
3. «Count Five Or Six» — Cornelius (3:03)
4. «Beat Goes On» — All Seeing I (4:00)
5. «We’re A Couple» (0:04)
6. «Gritty Shaker» — David Holmes (6:10)
7. «Smash It» — Fuzz Townshend (4:17)
8. «There Must Be An Angel» — Fantastic Plastic Machine (3:58)
9. «It’s Over» (0:05)
10. «Homespin Rerun» (Kid Loco Space Raid Remix) — High Llamas (7:47)
11. «We’re Gonna Get Our Dog Back» (0:05)
12. «Absurd (Whitewash Edit)» — Fluke (3:39)
13. «More Beats And Pieces» — Coldcut (4:03)
14. «Morse» — Nightmares on Wax (6:20)
15. «If We Have It They Will Come» (0:04)
16. «Bobby Dazzler» — Sons Of Silence (4:53)
17. «Delta Sun Bottleneck Stomp» (The Chemical Brothers Remix) — Mercury Rev (6:22)
18. «Disco Fudge» (0:13)
19. «Synth And Strings» — Yomanda (3:18)
20. «Test Card» — Fuzz Townshend (3:30)
21. «This Party Is Rubbish» (0:04)
22. «King Of Rock And Roll» — Prefab Sprout (4:23)
23. «S’Il Vous Plait» — Fantastic Plastic Machine (5:39)
24. «Fake Sex Noises» (0:08)